# Геродот (лунный кратер)
Кратер Геродот (лат. Herodotus) — древний ударный кратер, расположенный в северо-восточной части Океана Бурь на видимой стороне Луны. Название присвоено в честь древнегреческого историка Геродота Галикарнасского (484 до н. э. — 425 до н. э.) и утверждено Международным Астрономическим союзом в 1935 г. Образование кратера относится к позднеимбрийскому периоду.

## Описание кратера
На востоке от кратера расположен кратер Аристарх; на западе кратер Скиапарелли; на юге — одиноко стоящий купол горы Геродот Омега (ω). Между кратерами Геродот и Аристарх расположено небольшое плато. Местность вокруг кратера интересна большим количеством гряд и борозд. Селенографические координаты центра кратера 23°15′ с. ш. 49°50′ з. д. / 23,25° с. ш. 49,84° з. д., диаметр 35,87 км, глубина 1,3 км. Верхний снимок сделан с борта Аполлона-15 в направлении юга, то есть снимок развернут на 180 градусов. Нижний снимок имеет нормальную ориентацию на север.
Кратер имеет слегка неправильную форму и сравнительно тонкий вал, дно кратера ровное, заполненное базальтовой лавой. Вследствие этого альбедо кратера значительно ниже, чем у соседнего, гораздо более заметного, кратера Аристарх. Вал кратера очень хорошо сохранился, в северо-западной части вала находится небольшой сателлитный кратер, Геродот N. В северо-восточной части вала имеется провал в направлении долины Шрётера (см. ниже). Максимальное высота вала кратера над дном около 1200 м — в восточной части вала. Центральный пик отсутствует, системы лучей нет. Объем кратера составляет приблизительно 820 км³.
В 25 км к северу от вала кратера начинается интереснейшее образование — долина Шрётера протяженностью около 160 км и глубиной до 1 км. Долина вероятно прорезана быстрым потоком лавы или образовалась при обрушении лавового тоннеля. Долина начинается с небольшого кратера, получившего неофициальное название — «Голова Кобры».

## Сателлитные кратеры
| Геродот | Координаты                                            | Диаметр, км |
| ------- | ----------------------------------------------------- | ----------- |
| A       | 21°31′ с. ш. 52°08′ з. д. / 21,52° с. ш. 52,14° з. д. | 10,0        |
| B       | 22°34′ с. ш. 55°28′ з. д. / 22,57° с. ш. 55,47° з. д. | 5,6         |
| C       | 21°56′ с. ш. 55°03′ з. д. / 21,94° с. ш. 55,05° з. д. | 4,7         |
| E       | 29°21′ с. ш. 51°31′ з. д. / 29,35° с. ш. 51,52° з. д. | 36,5        |
| G       | 24°41′ с. ш. 50°20′ з. д. / 24,68° с. ш. 50,33° з. д. | 3,5         |
| H       | 26°46′ с. ш. 50°04′ з. д. / 26,77° с. ш. 50,07° з. д. | 6,2         |
| K       | 24°31′ с. ш. 51°58′ з. д. / 24,51° с. ш. 51,97° з. д. | 4,7         |
| L       | 26°07′ с. ш. 53°11′ з. д. / 26,11° с. ш. 53,19° з. д. | 3,9         |
| N       | 23°38′ с. ш. 50°07′ з. д. / 23,64° с. ш. 50,12° з. д. | 4,3         |
| R       | 27°22′ с. ш. 53°57′ з. д. / 27,37° с. ш. 53,95° з. д. | 3,9         |
| S       | 27°41′ с. ш. 53°26′ з. д. / 27,68° с. ш. 53,43° з. д. | 4,1         |
| T       | 27°53′ с. ш. 53°49′ з. д. / 27,88° с. ш. 53,81° з. д. | 5,0         |

- Следующие кратеры переименованы Международным Астрономическим Союзом:

- Геродот D — Раман.
- Сателлитные кратеры Геродот A, B и C включены в список кратеров с яркой системой лучей Ассоциации лунной и планетарной астрономии (ALPO)[5].